# Kanada (roman)
Kanada (originaltitel Canada) är en roman från 2012 av den amerikanske författaren Richard Ford. 
Boken skildrar en 15-årig pojke, Dell Parsons, som tvingas klara sig själv när hans föräldrar grips efter ett bankrån. 
Kanada utspelar sig bland annat i staden Great Falls i Montana, en plats som ofta förekommer i Fords romaner.